# Tuvalu nos Jogos Olímpicos de Verão de 2008
Tuvalu foi reconhecido pelo Comitê Olímpico Internacional em 2007, e participou dos Jogos Olímpicos de Verão de 2008, sediados em Pequim, na China.

## Desempenho

### Atletismo
| Atleta          | Plantel         | Eliminatórias | Eliminatórias | Quartos-finais | Quartos-finais | Semifinal   | Semifinal   | Final       |
| Atleta          | Plantel         | Resultado     | Pos.          | Resultado      | Pos.           | Resultado   | Pos.        | Resultado   |
| --------------- | --------------- | ------------- | ------------- | -------------- | -------------- | ----------- | ----------- | ----------- |
| Okilani Tinilau | 100 m masculino | 11s48 (NR)    | 77º           | Não avançou    | Não avançou    | Não avançou | Não avançou | Não avançou |
| Asenate Manoa   | 100 m feminino  | 14s05 (NR)    | 83º           | Não avançou    | Não avançou    | Não avançou | Não avançou | Não avançou |

### Halterofilismo
| Atleta      | Prova               | Arranque  | Arranque | Arremesso | Arremesso | Total | Pos. |
| Atleta      | Prova               | Resultado | Pos.     | Resultado | Pos.      | Total | Pos. |
| ----------- | ------------------- | --------- | -------- | --------- | --------- | ----- | ---- |
| Logona Esau | Até 69 kg masculino | 110       | 29       | 144       | 23        | 254   | 23   |

Legenda
| Recorde mundial      | Recorde mundial (World record)               |                       | Recorde africano                      | Recorde africano (African) |                                           | Q | Classificado por posição (Qualified) |
| Recorde olímpico     | Recorde olímpico (Olympic record)            | Recorde da América    | Recorde da América (Americas)         | q                          | Classificado por melhor tempo (Qualified) |   |                                      |
| Melhor marca do ano  | Melhor marca do ano (World leading)          | Recorde asiático      | Recorde asiático (Asian)              | DNS                        | Não largou (Did not start)                |   |                                      |
| Recorde nacional     | Recorde nacional (National record)           | Recorde europeu       | Recorde europeu (European)            | DNF                        | Não terminou (Did not finish)             |   |                                      |
| Recorde pessoal      | Recorde pessoal do atleta (Personal best)    | Recorde da Oceania    | Recorde da Oceania (Oceania)          | DSQ / DQ                   | Desclassificado (Disqualified)            |   |                                      |
| Recorde da temporada | Recorde da temporada do atleta (Season best) | Recorde sul-americano | Recorde sul-americano (South America) | NM                         | Sem marca (No mark)                       |   |                                      |